# Arnoštova Leštírna
Arnoštova Leštírna – pozostałości szlifierni (polerowni) szkła płaskiego znajdujące się na Szumawie w Czechach, w dolinie Huťskiego potoku, na zachodnich stokach Huťskiego vrchu (701 m n.p.m.), w kraju pilzneńskim, na terenach dawnej osady Stará Knížecí Huť. Jest to jedyna tego typu pamiątka na terenie Czech.

## Historia
Obiekt zawdzięcza nazwę właścicielowi lokalnego majątku, Arnoštowi Malovecowi, który w latach 40. XIX wieku założył również szlifiernię. Początkowo napędzana była kołem wodnym, a po 1910 zasilano ją energią elektryczną z turbiny wodnej. W okolicach działało wówczas ponad dziesięć hut szkła, które do produkcji energii wykorzystywały wodę z lokalnych strumieni. Zakład zburzono po wysiedleniu Niemców sudeckich w okresie po II wojnie światowej (znajdował się w strefie nadgranicznej). Pozostałości odkryto i odsłonięto w 2013. Do dziś zachowały się maszyny do polerowania szkła z dobrze zachowaną maszynownią, które administracja Obszaru Chronionego Krajobrazu Szumawa oraz Lasy Republiki Czeskiej zabezpieczyły i pokryły drewnianą konstrukcją z dachem, celem uchronienia przed opadami atmosferycznymi.
Obiekt został odkryty przez miejscowego historyka amatora, który zauważył część metalowego wyposażenia na poziomie gruntu. Po odkopaniu maszyny polerskiej, uczestniczący w oczyszczaniu obiektu historycy zauważyli otwór, który sugerował, że pod urządzeniami może znajdować się kolejna kondygnacja. Po dostaniu się do niej odnaleziono oryginalne maszyny, które można było uruchomić (ze względu na izolację urządzenia pozostały w bardzo dobrym stanie). Dolne piętro nie jest udostępniane do zwiedzania ze względów bezpieczeństwa. W okolicy widoczne są pozostałości budynków zakładowych. 

## Turystyka
Przy szlifierni przebiegają:
- zielony szlak pieszy z czesko-niemieckiego punktu granicznego Zahájí/Waldheiml do skrzyżowania Stoupa w dawnej wsi o tej samej nazwie,
- okólna zielona ścieżka edukacyjna „Historie sklářství” mająca koniec i początek na terenie dawnej wsi Nová Knížecí Huť[2].